# Levernois
Levernois ist eine französische Gemeinde mit 364 Einwohnern (Stand: 1. Januar 2022) im Département Côte-d’Or in der Region Bourgogne-Franche-Comté (vor 2016 Bourgogne); sie gehört zum Arrondissement Beaune und zum Kanton Ladoix-Serrigny. 

## Geographie
Levernois liegt etwa 33 Kilometer südsüdwestlich von Dijon am Fluss Bouzaise. Umgeben wird Levernois von den Nachbargemeinden Beaune im Nordwesten und Norden, Combertault im Osten, Sainte-Marie-la-Blanche im Südosten sowie Montagny-lès-Beaune im Süden und Westen.

## Bevölkerung
| Jahr                       | 1962 | 1968 | 1975 | 1982 | 1990 | 1999 | 2006 | 2011 | 2019 |
| Einwohner                  | 162  | 174  | 198  | 250  | 285  | 260  | 257  | 296  | 337  |
| Quellen: Cassini und INSEE |      |      |      |      |      |      |      |      |      |

## Sehenswürdigkeiten

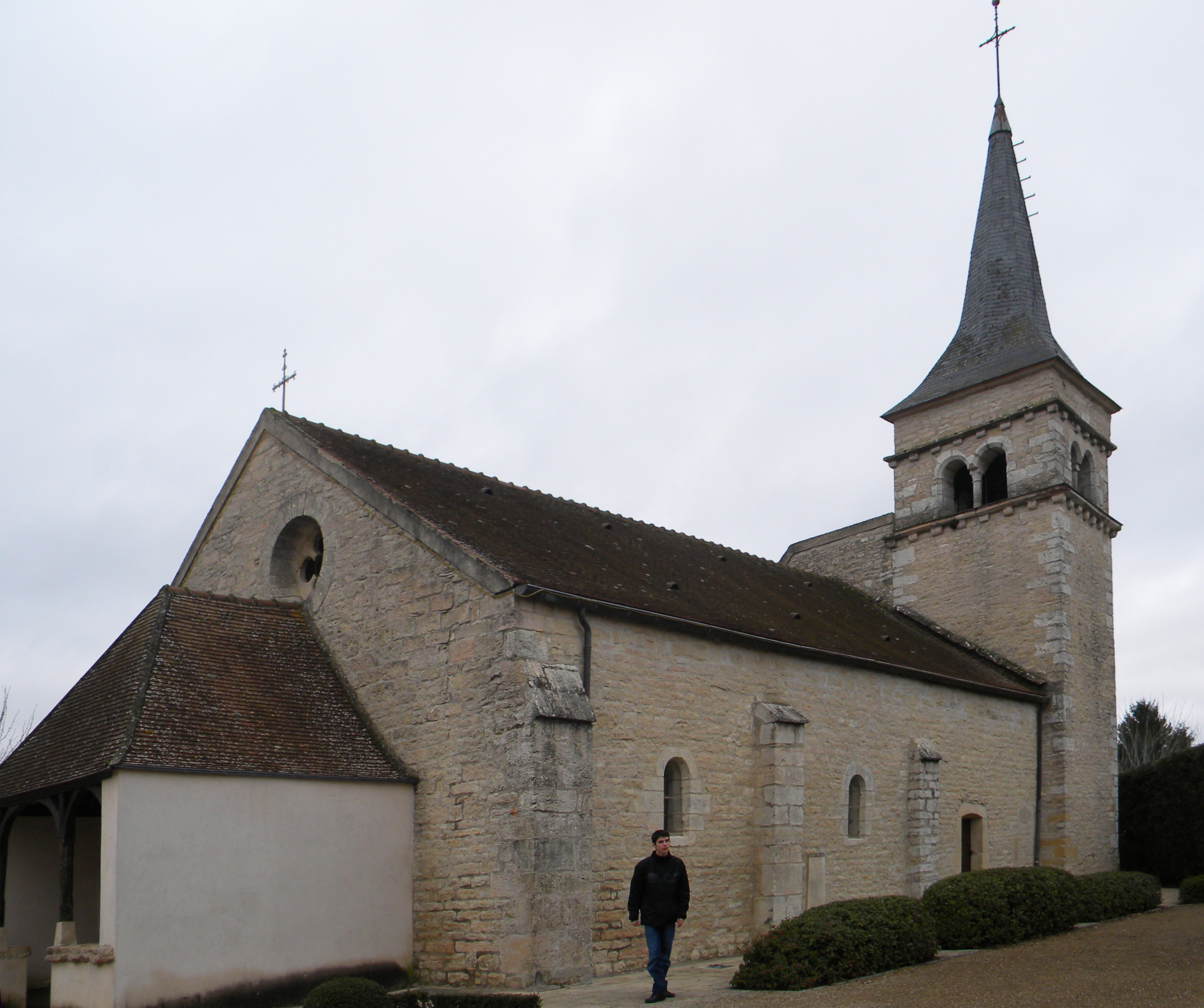
Kirche Saint-Jean-Baptiste

- Kirche Saint-Jean-Baptiste